# Complexul de Lansări 39 de la Centrul Spațial Kennedy

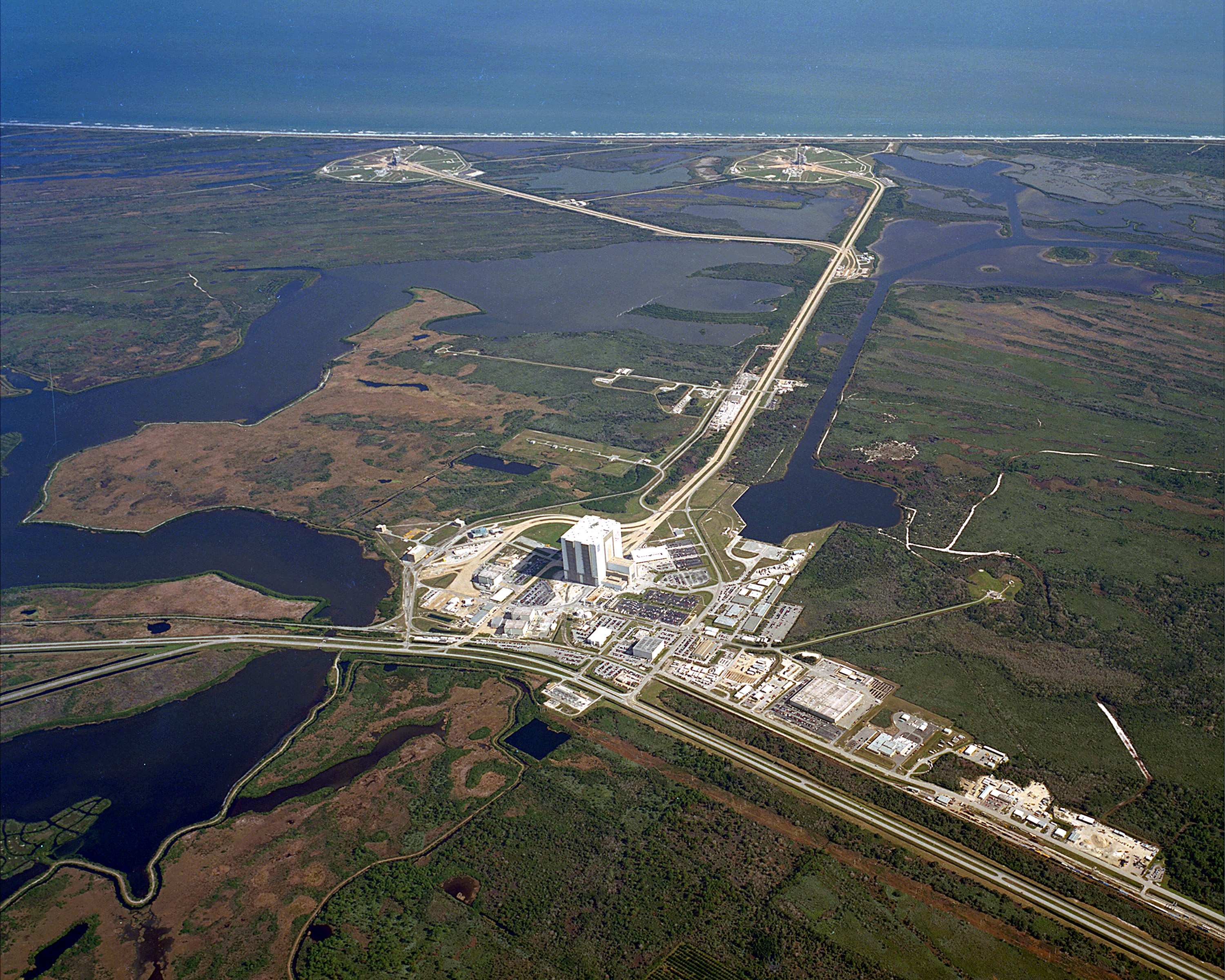
Celebra VAB - Vehicle / Vertical Assembly Buiding, aflată în partea centrală a complexului de lansare 39

Complexul de Lansare 39 de la Kennedy Space Center, SUA, este o colecție de rampe de lansare, numite LC 39A și LC 39B. Aceste două rampe de lansare au fost folosite prima dată in 1967 și sunt folosite și astăzi. De pe ele au plecat: Saturn V, Saturn INT-21, Saturn IB, Space Shuttle, și se plănuieste ca de aici să fie lansate și rachetele Ares I și Ares V.

## LC 39A
Prima din cele două rampe de lansare , se intenționa ca LC 39A să fie folosită la lansarea de rachete Saturn V, prima plecând de aici in 1967 . De aici a plecat și singura Saturn INT-21 , ce a transportat stația spațială Skylab . Apoi , el a fost folosit pentru aproape toate lansările Space Shuttle. Tot de aici vor fi lansate rachetele Ares V .

## LC 39B
Complexul a fost construit în 1968 , și de aici au fost lansate doar misiunile Apollo 10 și Skylab 2,3,4 , ASTP(Apollo Soyuz Test Project). De aici vor fi lansate rachetele Ares I.
1. ↑   (PDF) https://www.nasa.gov/centers/kennedy/pdf/631310main_Pad%2039.pdf Lipsește sau este vid: |title= (ajutor)